# زار، ارمنستان
زار (به ارمنی: Զառ) یک شهرک در ارمنستان است که در استان کوتایک واقع شده‌است.   در  کیلومتری شمال 	هرازدان، مرکز استان کوتایک واقع شده است.

## خصوصیات
زار  ۱٬۴۵۶ نفر جمعیت دارد و در ارتفاع  متر بالاتر از سطح دریا قرار گرفته است.